# Virgil Ivan Grissom
Virgil Ivan Grissom také Gus Grissom (3. dubna 1926 Mitchell, Indiana – 27. ledna 1967 Cape Canaveral, Florida) byl americký astronaut, který se zúčastnil programů Mercury, Gemini a Apollo, tragicky zahynul v roce 1967 při požáru modulu Apolla 1.

## Život

### Mládí a výcvik
Po skončení střední školy se roku 1944 dobrovolně přihlásil do armády, absolvoval letecký výcvik. Po skončení druhé světové války ho armáda z letectva propustila. Rozhodl se ke studiu na Purdueově univerzitě, kde po čtyřech letech získal titul strojního inženýra, načež se do armády vrátil. Dokončil svůj letecký výcvik a v roce 1951 začal létat u 334. eskadry stíhačů. Byl nasazen do bojů v Koreji. Po korejské válce se vrátil do Spojených států amerických. V letech 1956 až 1957 absolvoval školu zkušebních pilotů na Edwardsově letecké základně a pak pracoval jako letecký instruktor na Wrightových–Pattersonově letecké základně a také studoval letecké inženýrství. Poté se přihlásil k první skupině budoucích amerických astronautů, 9. září 1959 byl přijat a také mezi prvními astronauty letěl do vesmíru. Byl ženatý a měl dvě děti. Používal přezdívku Gus.

### Lety do vesmíru
Letěl sám v kosmické lodi Liberty Bell 7 při misi Mercury-Redstone 4 z kosmodromu na Mysu Canaveral. Byl to druhý americký balistický let, bez obletů Země a proto nebývá považován za let do vesmíru. Let trval pouze 16 minut a skončil na hladině Atlantského oceánu. Při přistání unikl smrti, když se na poslední chvíli vyprostil z potapějící kabiny Mercury 4.
Dalšího letu se účastnil na jaře roku 1965 z mysu Canaveral na palubě Gemini 3 společně s Johnem Youngem. Byl to první let z Programu Gemini. Během čtyřhodinového letu obletěli třikrát Zemi a přistáli dosti tvrdě v kabině s pomocí padáků na hladině Atlantského oceánu. Mise byla hodnocena jako velice úspěšná.
Potřetí měl odstartovat do vesmíru v rámci letu AS 204, dnes známém pod označením Apollo 1. Měl v něm zastávat funkci velitele posádky. Během simulovaného odpočítávání při výcviku na startovací rampě vypukl dne 27. ledna 1967 v kabině Apolla 1 požár, při němž spolu s Edwardem Whitem a Rogerem Chaffeem zahynul. Bylo mu 40 let.
- Liberty Bell 7 – Mercury-Redstone 4 (21. července 1961)
- Gemini 3 ( 23. března 1965)

## Zajímavosti
V roce 1987 byl zapsán v Ohiu do National Aviation Hall of Fame (Národní letecká síň slávy). Stejně jako Roger Bruce Chaffee je pohřben na Arlingtonském národním hřbitově.